# Liberonautes rubigimanus
Liberonautes rubigimanus is een krabbensoort uit de familie van de Potamonautidae. De wetenschappelijke naam van de soort is voor het eerst geldig gepubliceerd in 1989 door Cumberlidge & Sachs.